# مؤيد الملا
ممثل سوري وُلد في سوريا. وأهم أعماله مسلسل باب الحارة ومسلسل ليالي الصالحية حيث قام بدور الشاب الأزعر موفق، أما في باب الحارة فقام بدور أبو علي يعتمد عليه المختار أبو صياح (صالح الحايك) في كل شيء.

## أعماله
أهم أعماله هو في مسلسل الصالحية وفي باب الحارة الجزء الثالث

### تمثيل
1. سوق الحرير ب دور زياد
2. باب الحارة الجزء الثالث بدور أبو علي عام 2008
3. ليالي الصالحية عام 2004 بدور موفاق
4. حكايا المرايا عام 2002
5. أيام شامية عام 1992

### المونتاج
1. ليالي الصالحية
2. دنيا عام 1999
3. كوم الحجر عام 2007

## وصلات خارجية
- مؤيد الملا على موقع قاعدة بيانات الأفلام العربية